# Кампо деј Фиори (Варезе)
Кампо деј Фиори је насеље у Италији у округу Варезе, региону Ломбардија.
Према процени из 2011. у насељу је живело 14 становника. Насеље се налази на надморској висини од 226 м.